# Болото Руда (заказник)
Болото Руда — гідрологічний заказник місцевого значення у  Маньківському районі Черкаської області.

## Опис
Заказник площею 167,2 га розташовано на болоті в заплаві біля c. Добра.
Як об'єкт природно-заповідного фонду створено рішенням Черкаської обласної ради від 07.08.2008. Землекористувач або землевласник, у віданні якого знаходиться заповідний об'єкт — Добрянська сільська рада.
Основною метою створення заказника є регуляція гідрологічного режиму.

## Галерея

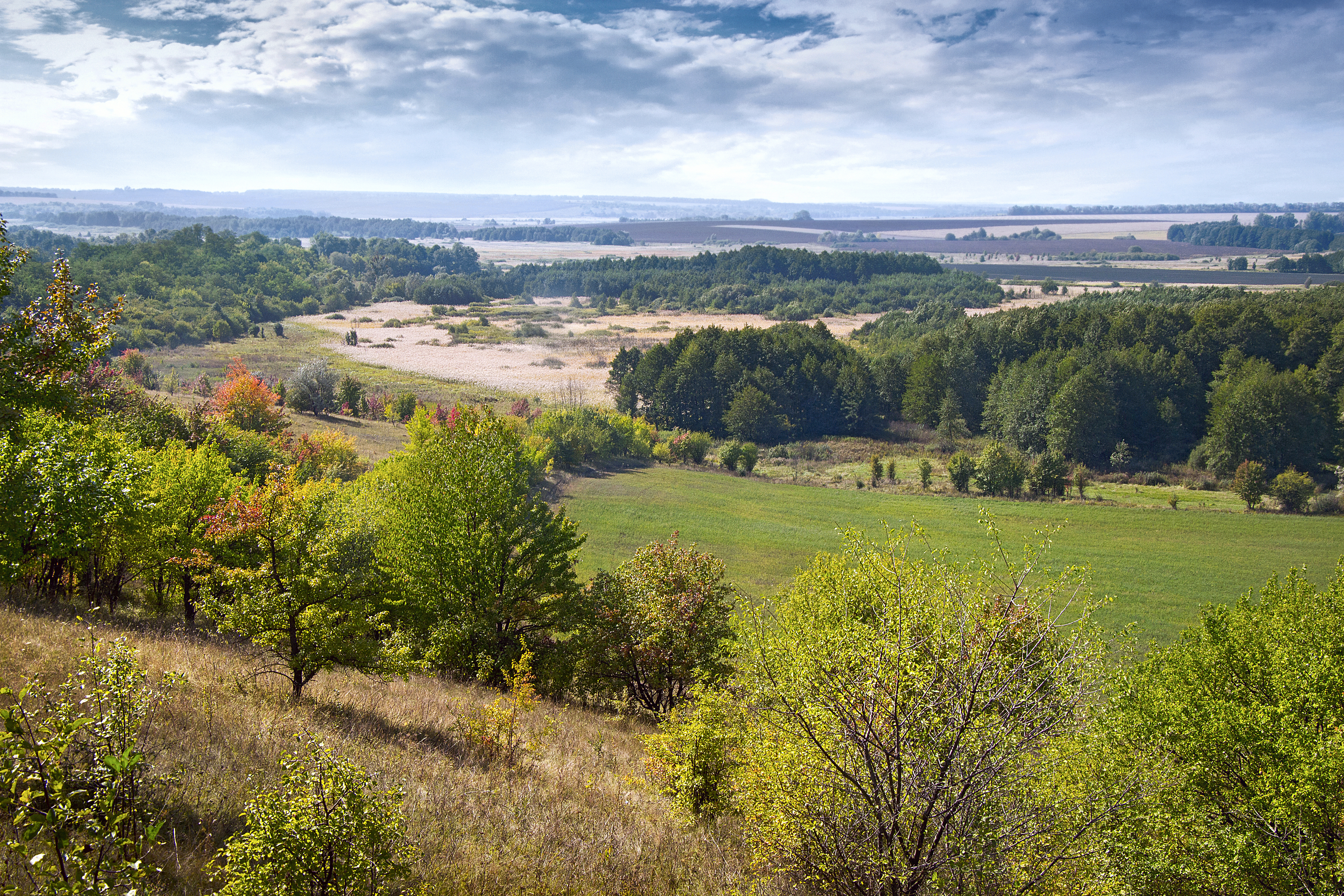